# Wet verbod op kolen bij elektriciteitsproductie
De Wet verbod op kolen bij elektriciteitsproductie is een Nederlandse wet uit 2019 die het gebruik van kolen als brandstof verbiedt binnen productie-installaties die elektriciteit opwekken. Het Kabinet-Rutte III gaf met de wet uitvoering aan het Urgenda-vonnis (2015) en de afspraak uit het regeerakkoord (2017) dat de resterende kolencentrales in Nederland uiterlijk 2030 dienden te sluiten. De maatregel moest de uitstoot van broeikasgassen in Nederland reduceren. Het wetsvoorstel is op 18 april 2019 ingediend bij de Tweede Kamer en werd op 5 juli 2019 aangenomen. Op 10 december 2019 stemde de Eerste Kamer in met het wetsvoorstel.

## Achtergrond
Nederland heeft, evenals 194 (maart 2018) andere landen, het Akkoord van Parijs ondertekend. Met dit in 2015 gesloten verdrag spreken de ondertekenaars af om klimaatverandering tegen te gaan door maatregelen te treffen die de opwarming van de aarde beperken tot maximaal 2 graden Celsius, waarbij men streeft naar een maximale opwarming van 1,5 graden Celsius. Om dit te bereiken moeten er in de tweede helft van de 21e eeuw mondiaal niet meer broeikasgassen worden uitgestoten dan er weer worden opgenomen.
Teneinde een bijdrage te leveren aan de doelen van Parijs, heeft het Kabinet-Rutte III in het regeerakkoord opgenomen dat er maatregelen getroffen moeten worden die de uitstoot van broeikasgassen in 2030 met 49% reduceren ten opzichte van 1990. Dit is een ambitieuzere doelstelling dan de Europese ambitie van 40% emissiereductie ten opzichte van 1990.
De wet voor een verbod op het gebruik van kolen voor elektriciteitsproductie vormt een van de maatregelen die de door het kabinet gestelde reductiedoelstelling moet helpen behalen. In 2018 werden er 189,5 miljard CO2-equivalenten uitgestoten, waarvan 20,6 miljard kg CO2 als gevolg van energieopwekking met kolen. De kolencentrales waren in dat jaar verantwoordelijk voor 11% van de opgewekte energie in Nederland.
In Nederland zijn in 2019 vijf kolengestookte elektriciteitscentrales actief. Het betreft twee oudere centrales (de Centrale Hemweg van Vattenfall en de Amercentrale van RWE, beiden geopend in 1994) en drie zeer kort voor de invoering van de wet geopende centrales (de Engie Centrale Rotterdam (2015) van Engie, in 2019 verkocht aan Riverstone Holdings LLC, de Centrale Maasvlakte (2016) van Uniper en de Eemshavencentrale (2015) van RWE). De drie modernste kolencentrales werden in het kader van diversificatie van de energiebronnen mede op verzoek van de overheid gerealiseerd, van onder andere het kabinet-Balkenende II. Tussen 2016 en 2017 werden vijf overige kolencentrales gesloten, zoals afgesproken in het Energieakkoord voor duurzame groei uit 2013.
Op basis van onderzoek door Frontier Economics in opdracht van de Minister van Economische Zaken en Klimaat en de Staatssecretaris van Financiën, verwacht het kabinet dat de wet in Nederland tot een emissiereductie van 18 miljard kg CO2 zal leiden in 2030. Omdat een deel van de weggevallen productie wordt overgenomen in het buitenland, wordt op Europees niveau een reductie van 8 miljard kg CO2 verwacht. Afhankelijk van maatregelen in het buitenland, kunnen deze cijfers anders uitvallen.

## Inhoud wet
De wet verbod op kolen bij elektriciteitsproductie stelt een verbod in voor het gebruik van kolen in productie-installaties die elektriciteit opwekken. Daarbij worden twee overgangsperioden voorzien op basis van het elektrische rendement van de productie-installaties op het moment van invoering van de wet. Hoe hoger het elektrische rendement, hoe minder kolen er worden verbruikt (en dus hoe lager de emissies) per hoeveelheid opgewekte energie. Voor productie-installaties met een rendement van minder dan 44%, waarin biomassa wordt bijgestookt en waarmee naast elektriciteit duurzame warmte wordt geproduceerd, geldt het verbod tot en met 31 december 2024 niet. Tot 1 januari 2030 is het verbod niet van toepassing op productie-installaties met een rendement van 44% of hoger.
Omdat de Hemwegcentrale aan geen van beide criteria voldoet, is het verbod van toepassing op deze kolencentrale vanaf 1 januari 2020. Om tegemoet te komen aan het Urgenda-vonnis, wordt deze centrale geen overgangsperiode geboden. Volgens dit vonnis moet de Staat de emissies in 2020 namelijk gereduceerd hebben met 25% ten opzichte van 1990.
Omdat de wet het gebruik van kolen voor elektriciteitsproductie verbiedt en niet het gebruik van de productie-installaties zelf (regulering van eigendom), is het aan de exploitanten om te besluiten of men na de overgangsperiode de kolencentrales sluit of dat men tijdens deze periode overstapt op een alternatieve brandstof.

## Vraagstukken tijdens behandeling wetsvoorstel
Tijdens de behandeling van het wetsvoorstel bestaat discussie rondom enkele thema’s.
- Leveringszekerheid

Een belangrijk vraagstuk is of, als de exploitanten van de kolencentrales besluiten om te sluiten in plaats van over te stappen op een alternatieve brandstof, het wegvallen van deze productiecapaciteit problemen oplevert voor de leveringszekerheid van elektriciteit. In de memorie van toelichting van de wet wordt uitgegaan van berekeningen door onderzoeksbureau Frontier Economics, waaruit blijkt dat binnenlandse gascentrales de productie deels zullen overnemen, aangevuld met extra import. In dit onderzoek wordt ook een scenario geschetst waarin de kabinetsplannen voor een nationale minimumprijs voor CO2 worden meegenomen. Uit dit scenario blijkt dat, wegens het effect van de minimumprijs op de gascentrales, de leveringszekerheid in dat geval mogelijk niet meer gegarandeerd kan worden. In de memorie van toelichting wordt gesteld dat dit scenario waarschijnlijk niet werkelijkheid zal worden, omdat het besproken prijspad van de minimumprijs beduidend lager zal liggen dan de verwachte Europees geldende CO2-prijs, zodat het niveau van de nationale minimumprijs waarschijnlijk niet bereikt zal worden.
Wanneer het wegvallen van de binnenlandse productiecapaciteit (deels) wordt opgevangen met import uit buurlanden, hebben maatregelen in die landen direct een invloed op de leveringszekerheid in Nederland. In 2017 wordt het merendeel van de uit Duitsland geïmporteerde stroom opgewekt met kolencentrales. In 2019 bestaan er in Duitsland plannen om ook te stoppen met kolen. In de memorie van toelichting wordt gesteld dat dit op zichzelf geen problemen voor de leveringszekerheid zal opleveren. Overige (mogelijke) maatregelen in buurlanden worden niet genoemd.
Tot slot betekent het uitschakelen van de kolencentrales dat er regelbaar vermogen verdwijnt uit de energiemix. Energie uit wind en zon levert variabele hoeveelheden energie op afhankelijk van het weer. Op momenten dat er onvoldoende kan worden opgewekt met deze middelen, bijvoorbeeld tijdens Dunkelflaute, is men aangewezen op capaciteit die onafhankelijk van het weer kan worden ingezet. Diverse landen hebben capaciteitsmarkten voor energie ingesteld om voldoende regelbaar vermogen te behouden, Nederland heeft in 2019 vooralsnog geen plannen voor een dergelijke maatregel.
- Europese emissiehandelssysteem

De kolengestookte productie-installaties waarop de wet van toepassing is vallen onder het Europees systeem voor emissiehandel (EU ETS). Er wordt binnen dit systeem een maximum gesteld aan hoeveelheid toegestane CO2-uitstoot, waarbinnen men de rechten op deze uitstoot kan verkrijgen of verhandelen. Bij het wegvallen van de vijf Nederlandse kolencentrales komen er emissierechten vrij op de markt, wat er mogelijk toe leidt dat elders meer wordt uitgestoten (het ‘waterbed-effect’).
In de memorie van toelichting wordt gewezen op de Europese maatregelen op het gebied van ETS. Er is een Market Stability Reserve (MSR) ingesteld waarmee overschotten aan emissierechten deels tijdelijk uit de markt worden gehouden. Vanaf 2023 worden de emissierechten boven een bepaald aantal in deze reserve bovendien vernietigd. Er is naar verwachting nog tot 2028 een overschot aan emissierechten op de markt. Daarmee wordt er in de memorie van toelichting van uitgegaan dat het vrijkomen van extra emissierechten niet automatisch leidt tot meer uitstoot op een andere locatie, hoewel het verbod op kolen voor de drie modernste kolencentrales pas na 2028 geldt.
- Recht op nadeelcompensatie

De wet verbod op kolen bij elektriciteitsproductie grijpt in op het eigendomsrecht van de exploitanten van de kolencentrales. Dit eigendomsrecht wordt beschermd onder het Europees Verdrag tot bescherming van de Rechten van de Mens en de Fundamentele Vrijheden. Alleen onder bepaalde voorwaarden mag een overheid overgaan tot regulering van eigendom. Een van deze voorwaarden is dat het door de maatregel gediende algemeen belang en de belangen van de getroffen individuen met elkaar in evenwicht zijn. Een belangrijk vraagstuk hierbij is of er sprake is van deze balans wanneer er geen nadeelcompensatie wordt verstrekt aan de getroffen exploitanten.
In het wetsvoorstel is alleen de mogelijkheid tot compensatie opgenomen wanneer een van de exploitanten onevenredig harder wordt getroffen dan de overige exploitanten. Verder wordt in de toelichting gesteld dat de wet reeds lang in de lijn der verwachting lag, dat er een overgangsperiode naar een andere brandstof is voorzien (gesteund met overheidssubsidies voor biomassa) en dat het rechtvaardig is dat kosten voor het beperken van milieuschade door de veroorzakers worden betaald. Daarmee is er volgens het kabinet ook sprake van een eerlijke balans zonder financiële compensatie.
Daar staat tegenover dat de drie recentste kolencentrales mede op verzoek van de overheid zijn gebouwd. Ten tijde van de ontwikkeling zou het beeld hebben bestaan dat maatregelen die CO2-uitstoot geheel een halt toeroepen pas later dan 2030 vereist zouden zijn. In het Energierapport uit 2005 werd 2050 als jaartal genoemd voor 0% CO2-uitstoot. Daarmee is de vraag of er sprake is van inconsistent overheidsbeleid en wat de gevolgen hiervan zijn voor het investeringsklimaat.
Daarnaast is de mogelijkheid tot een overstap naar een alternatieve brandstof in 2019 nog onzeker. De meest reële vervangende brandstof in kolencentrales in 2019 is biomassa, maar een volledige ombouw naar een biomassacentrale is technisch en financieel nog niet mogelijk. Wel wordt dit vanaf eind 2018 onderzocht. Wanneer het binnen de gestelde overgangsperioden niet mogelijk blijkt om geheel over te stappen op een alternatieve brandstof, is sluiting het gevolg.
De investeringen in de kolencentrales komen mogelijk ook in aanmerking voor bescherming onder het Energiehandvestverdrag. Dit mede door Nederland ondertekende verdrag heeft onder meer als doelstelling om internationale investeringen te beschermen tegen onder andere discriminatoir, onvoorzienbaar of inconsistent overheidsbeleid.